# 中共中央关于在全国工业交通系统建立政治工作机关的决定
《中共中央关于在全国工业交通系统建立政治工作机关的决定》，1964年4月1日印发各地研究讨论、1965年5月11日正式颁布，是中共中央对当时中国大陆全境工业交通系统建立政治工作机关的安排决定。

## 概述
最初草稿是参照中国人民解放军的各级政治工作条例，略加改变而成的，它把军队实行的以毛泽东思想为指导，运用到工交系统。薄一波在说明时指出，军队同地方工交部门有共性，又有特性。之后经过一年的实践调整，最终在整个工业交通部门总结具体情况的政治工作办法，以进一步加强思想政治工作。其中包括有：
1. 所有工业交通部门，都要学习解放军，把思想政治工作放在第一位。
2. 为了加强工业交通系统的思想政治工作，各级党委必须把工业交通系统的政治工作机关建立起来，并且逐步地建立起一套由毛泽东思想挂帅的、适合工业交通部门情况的政治工作制度。
3. 工业交通系统的政治工作机关，应当根据德才兼备的条件选拔干部
4. 工业交通系统的政治工作和党的工作，凡是属于全国性的问题和需要在全国范围内做统一规定的问题，重大的，由中央发布指示、决定
5. 中央工业交通各部直属的重要企业、事业单位，它们的政治工作和党的工作，实行在党中央的统一领导下的以部党委的领导为主、以地方党委的领导为辅的双重领导制度。
6. 地方所属工业交通企业、事业单位的政治工作和党的工作，由地方党委领导。
7. 工业交通企业、事业单位的党委和政治部(处)，对于上级党委和政治工作机关的指示，都要认真地贯彻执行
8. 中央工业交通部门的党委和地方党委，应当在工作中密切联系，主动协商，互相配合，互相支持，共同负责，加强对企业、事业单位政治工作和党的工作的领导，把思想政治工作切实地抓起来。
9. 一九六四年由国家经委组织有关方面起草的工业交通政治工作条例草案，仍应有重点地试行。
10. 这个决定的基本原则，也适用于农业、商业和国民经济的其他部门[4]。